# تومي كاسترو
تومي كاسترو (بالإنجليزية: Tommy Castro)‏ هو عازف قيثارة وموسيقي أمريكي، ولد في 15 أبريل 1955 في سان خوسيه في الولايات المتحدة.

## وصلات خارجية
- الموقع الرسمي
- تومي كاسترو على موقع ميوزك برينز (الإنجليزية)
- تومي كاسترو على موقع أول ميوزيك (الإنجليزية)
- تومي كاسترو على موقع ديسكوغز (الإنجليزية)